# Machismagali
Machismagali (georgiska: მახისმაღალი; ryska: Махисмагали) är ett berg på gränsen mellan nordöstra Georgien och Ryssland. Toppen på Machismagali är 3 890 meter över havet.